# پل اسلامدن
پل اسلامدِن (انگلیسی: The Slumdon Bridge) آلبوم چندآهنگه‌ای از اد شیرن، خواننده و ترانه‌پرداز بریتانیایی و یلاولف، رپر آمریکایی است. این آلبوم چندآهنگه در ۱۴ فوریهٔ ۲۰۱۲ به صورت دانلود دیجیتالی رایگان در بریتانیا منتشر شد. دومین قطعهٔ آلبوم با نام «!You Don't Know (For Fuck's Sake)» در ۲۴ ژانویه به عنوان تک‌آهنگ آغازین، از طریق صفحهٔ توییتر شیرن و همچنین در وبگاه‌های مختلف هیپ هاپ به صورت رایگان در دسترس قرار گرفت. همچنین تریلری از این پروژه منتشر شد که هر دو هنرمند را در حال ضبط آلبوم در استودیو نشان می‌داد. این آلبوم در ۲۴ آوریل ۲۰۱۲ از طریق آی‌تیونز و تحت ناشر اینترسکوپ رکوردز در ایالات متحده منتشر شد.

## فهرست قطعات
- تهیه‌کنندگی تمام قطعات برعهدهٔ جیک گاسلینگ بوده است.

| شماره      | نام                                | مدت   |
| ---------- | ---------------------------------- | ----- |
| ۱.         | «London Bridge»                    | ۴:۵۴  |
| ۲.         | «You Don't Know (For Fuck's Sake)» | ۳:۳۳  |
| ۳.         | «Faces»                            | ۳:۱۹  |
| ۴.         | «Tone»                             | ۲:۱۷  |
| مجموع مدت: | مجموع مدت:                         | ۱۴:۰۳ |